# Leymus villosissimus
Leymus villosissimus är en gräsart som först beskrevs av Frank Lamson Scribner, och fick sitt nu gällande namn av Nikolai Nikolaievich Tzvelev. Leymus villosissimus ingår i släktet strandrågssläktet, och familjen gräs. Inga underarter finns listade i Catalogue of Life.